# گوشو آئویاما
گوشو آئویاما (انگلیسی: Gosho Aoyama؛ زادهٔ ۲۱ ژوئن ۱۹۶۳) پویانما، و مانگاکا اهل ژاپن است.
وی همچنین برندهٔ جوایزی همچون جوایز مانگای شوگاکوکان شده‌است.